# Port de Zarzis
El port de Zarzis (àrab: ميناء جرجيس, mīnāʾ Jarjīs) és un port situat a la costa sud-est de Tunísia a la governació de Médenine, delegació de Zarzis o Larig. El port serveix per les activitats pròpies de la zona, pesca, agricultura i turisme, artesania i un teixit industrial de nova creació. S'exporten principalment sal marina, marbre i petroli, i s'importen productes petrolers.
El seu trànsit el 2006 fou de 736.224 tones (90% internacional) i van passar 923 vaixells. La seva profunditat mitjana és de 12 metres. L'hangar i magatzem mesura 5000 metres quadrats.

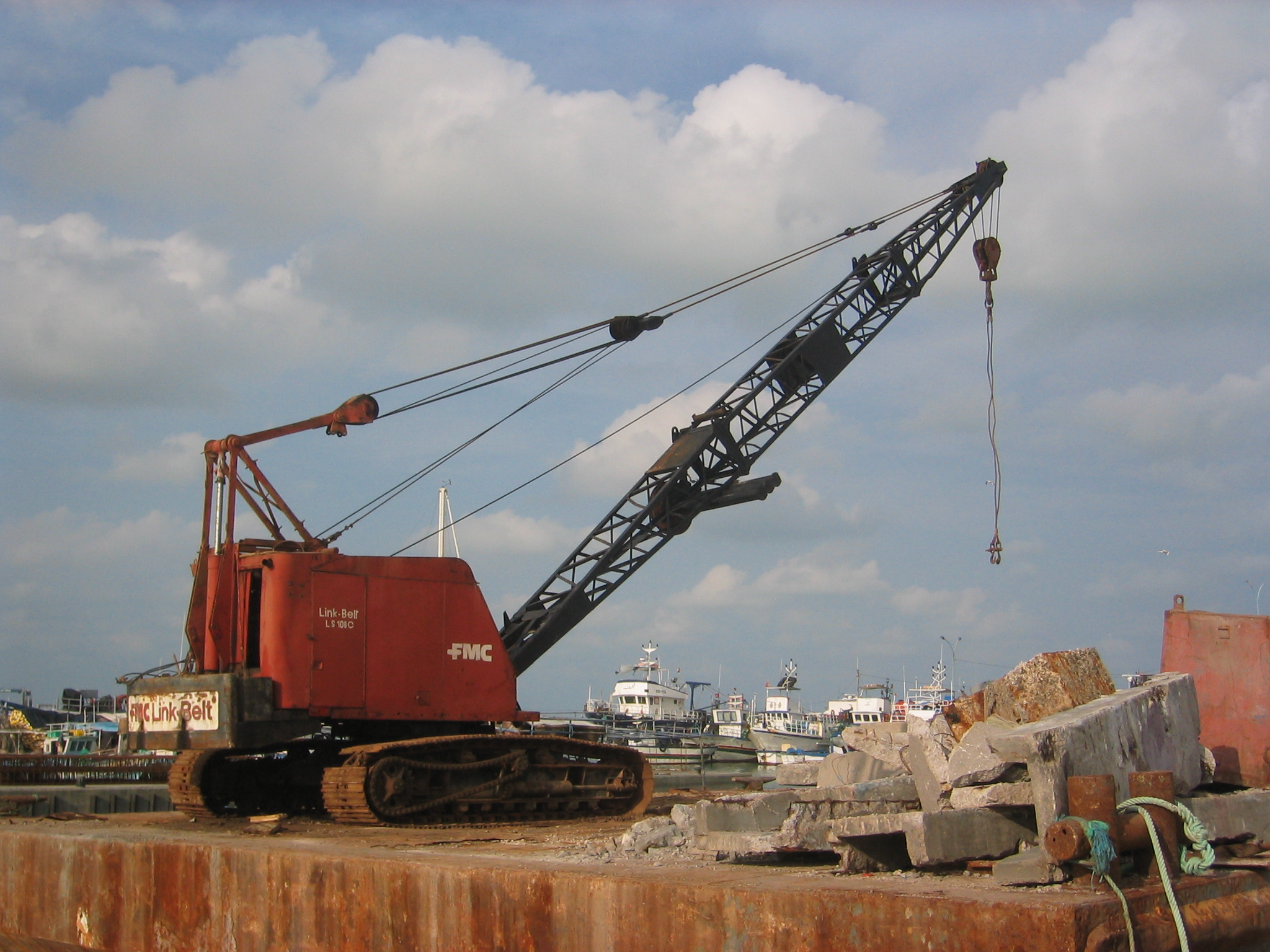
Vista del Port de Zarzis el 2007